# پروژه نمک سبز
پروژه نمک سبز که به نام پروژه ۱–۱۱ (به انگلیسی: Project 1-11) نیز شناخته می‌شود به اتهام تلاش ایران برای غنی‌سازی اورانیوم، ساخت موشک، مواد منفجره و طراحی کلاهک جنگی اشاره دارد. این نام به خاطر رنگ سبز اورانیوم تترافلورید است که با نام نمک سبز نیز شناخته می‌شود. اورانیوم تترافلورید یک ماده میانی در تبدیل سنگ اورانیوم به هگزافلوراید اورانیوم، گازی که برای غنی‌سازی اورانیوم و خالص‌سازی جهت سوخت نیروگاه اتمی یا بمب اتمی کاربرد دارد، است.
از سال ۲۰۰۲ میلادی که آژانس بین‌المللی انرژی اتمی تحقیق و بازرسی فعالیت‌های هسته‌ای ایران را آغاز کرد، آژانس چندین پرونده مشکوک در فعالیت‌های هسته‌ای ایران کشف کرد که برخی از آن‌ها متجاوز از پادمان‌های مورد توافق ایران و آژانس بود. پروژه نمک سبز یکی از آن‌ها بود.

## آشکار شدن موضوع
این موضوع برای اولین بار وقتی آشکار شد که یک سری اطلاعات از یکی از لپ‌تاپ‌هایی که قاچاقی از ایران خارج شده بود به دست سیا افتاد. این اطلاعات حاوی شواهدی از اتهام برنامهٔ تسلیحات هسته‌ای ایران بود. این اطلاعات از طراحی تأسیسات زیرزمینی آزمایش تسلیحات تا کلاهک موشک هسته‌ای را شامل می‌شد. آژانس بین‌المللی انرژی اتمی پروژه نمک سبز را در ۳۱ ژانویه ۲۰۰۶ برابر با ۱۱ بهمن ۱۳۸۴ معرفی کرد.
این درحالیست که پیش از آن دبیرخانهٔ آژانس در تاریخ ۱۴ آذر ۱۳۸۵ درخواستش را برای برقراری نشستی برای گفتگو بر سر اطلاعات بدست آمده از تحقیقات و اتهامات ایران، که شامل پروژه نمک سبز نیز می‌شد، تکرار کرده بود. ایران در پاسخ به این درخواست ۱۱ روز بعد این موضوعات را مربوط به ادعاهای بی‌اساس خواند و درخواست آزانس را رد کرد. در ۳ بهمن ۱۳۸۴ ایران ملاقات با قائم مقام مدیر کل آژانس را طبق پادمان‌ها و برای شفاف‌سازی در مورد اتهامات پروژه نمک سبز را پذیرفت ولی هرگونه اشاره به موضوعات دیگر در طول نشست را رد کرد.
در ۰۶ اسفند ۱۳۸۴ برخی از دیپلمات‌های غربی از ارائه اطلاعاتی از سوی ایران به آژانس در مورد پروژه نمک سبز خبر دادند. گزارش آژانس پروژه نمک سبز را با آزمایش‌های مشکوک در مورد مواد انفجاری و طرح کلاهک موشکی مرتبط می‌دانستند.
در تاریخ ۱۰ آذر ۱۳۸۷ رضا آقازاده، رئیس وقت سازمان انرژی اتمی جمهوری اسلامی ایران، با استناد به نامه رسمی آژانس بین‌المللی انرژی اتمی، مبنی بر عدم ارتباط این موضوع با موشک و آزمایش‌های اتمی، این موضوع را حل شده خواند.